# Hôtel-Dieu de Cluny
L'hôtel-Dieu de Cluny est un ancien hôtel-Dieu situé à Cluny, en Bourgogne-Franche-Comté. 
Le bâtiment abrite aujourd'hui un musée.

## Historique
En 1646 débute l'édification du nouvel hôpital de Cluny, dont la construction s'achèvera avant 1666. La conduite de l’établissement hospitalier est confiée aux sœurs hospitalières de Sainte-Marthe en 1674 et, la même année, l’institution est reconnue officiellement par lettre patente signée du roi Louis XIV.
Vers 1692, l’établissement bénéficie d'une extension. Après avoir subi de graves dégradations en février 1702 à la suite d'une violente tempête, l'état dans lequel se trouvent les bâtiments conduit le cardinal de Bouillon, 55e abbé de Cluny (de 1683 à 1715), à ordonner une nouvelle construction sur des terrains plus favorables, situés au-delà de la rivière. 
Le nouveau bâtiment (qui deviendra l’Hôtel-Dieu), dont la construction débute en 1703, est construit en forme de L avec un corps de logis principal composé d’une chapelle en son centre et de deux grandes salles des malades situées de part et d’autre. Ce bâtiment est prolongé au sud par une aile perpendiculaire abritant les communs (composés de la cuisine, des caves, de l'apothicairerie, etc.) et les lieux de vie des religieuses hospitalières.
Un clocheton signale la chapelle qui abrite, de nos jours, les vestiges du mausolée du duc et de la duchesse de Bouillon, ainsi que l'autel du chœur de l'ancienne église abbatiale de Cluny.
Au début du XIXe siècle, l’hôtel-Dieu s’agrandit : l’aile sud est en effet prolongée et accueille la nouvelle apothicairerie (1825). 
Depuis la mi-2017 et la construction du nouvel hôpital de Cluny, les locaux de l’hôtel-Dieu n’accueillent plus d’activités liées aux soins des malades.

Les religieuses hospitalières de Sainte-Marthe ont été présentes sur les lieux de 1673 à 1996.

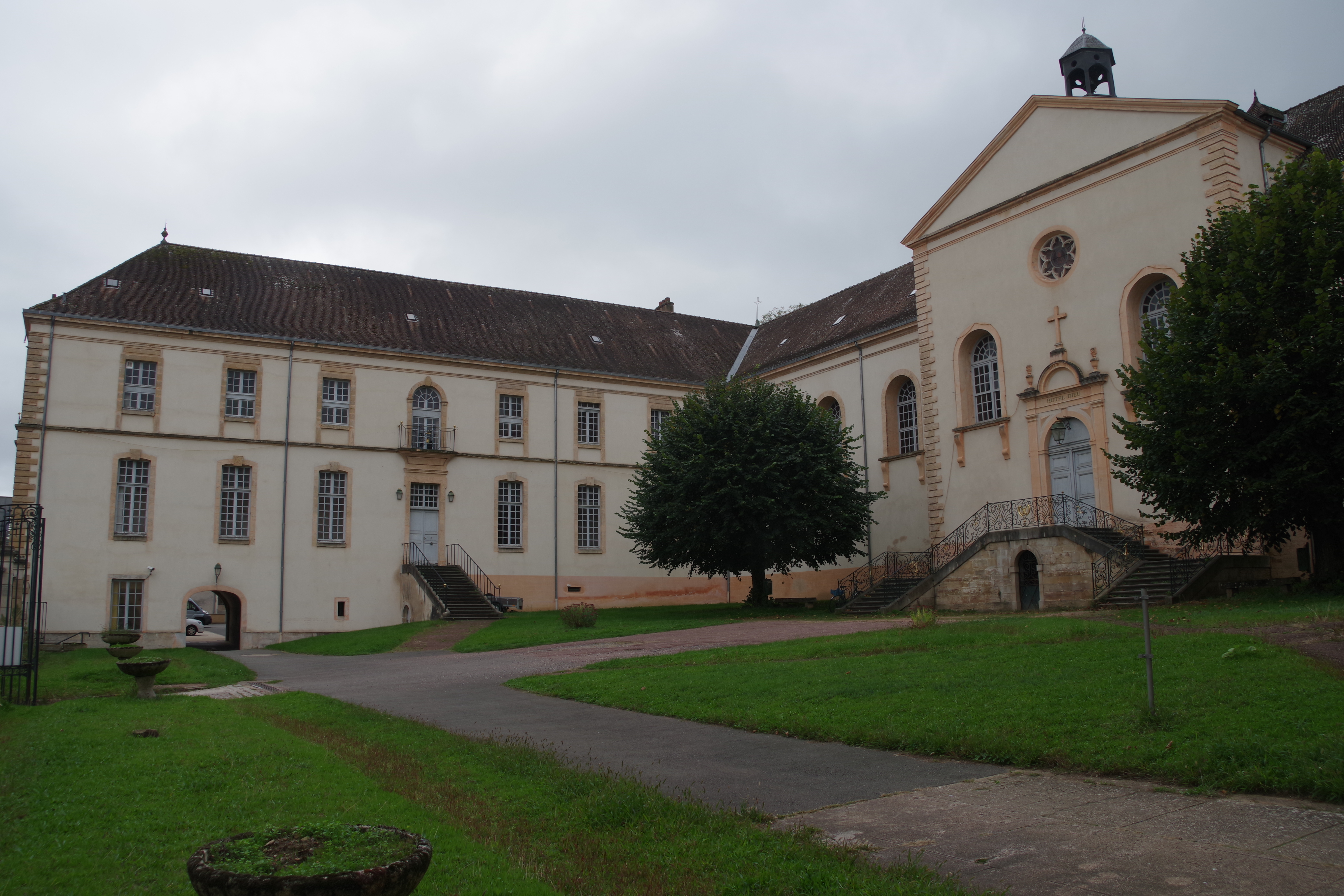
Vue des ailes sud et centrale.
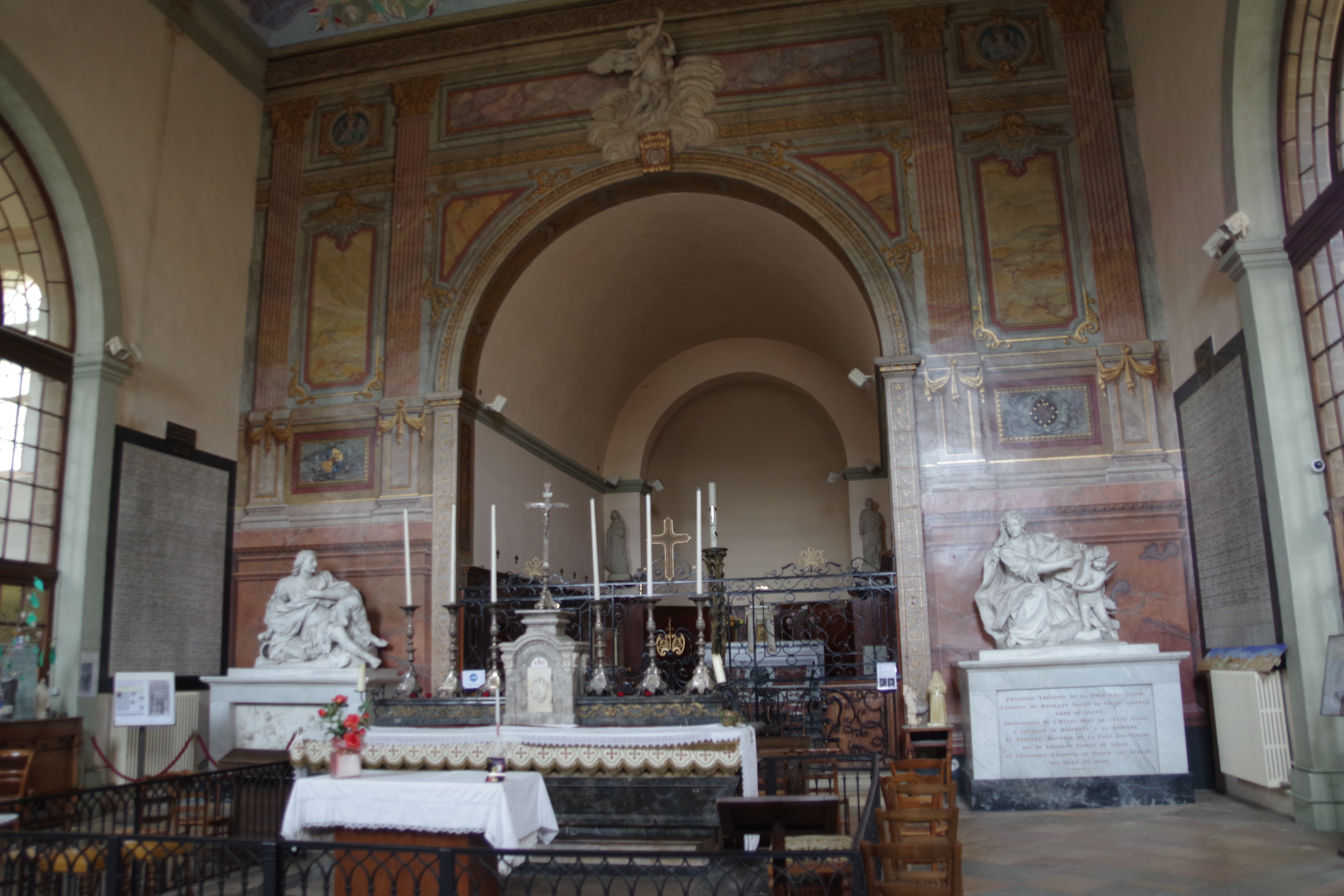
La chapelle.
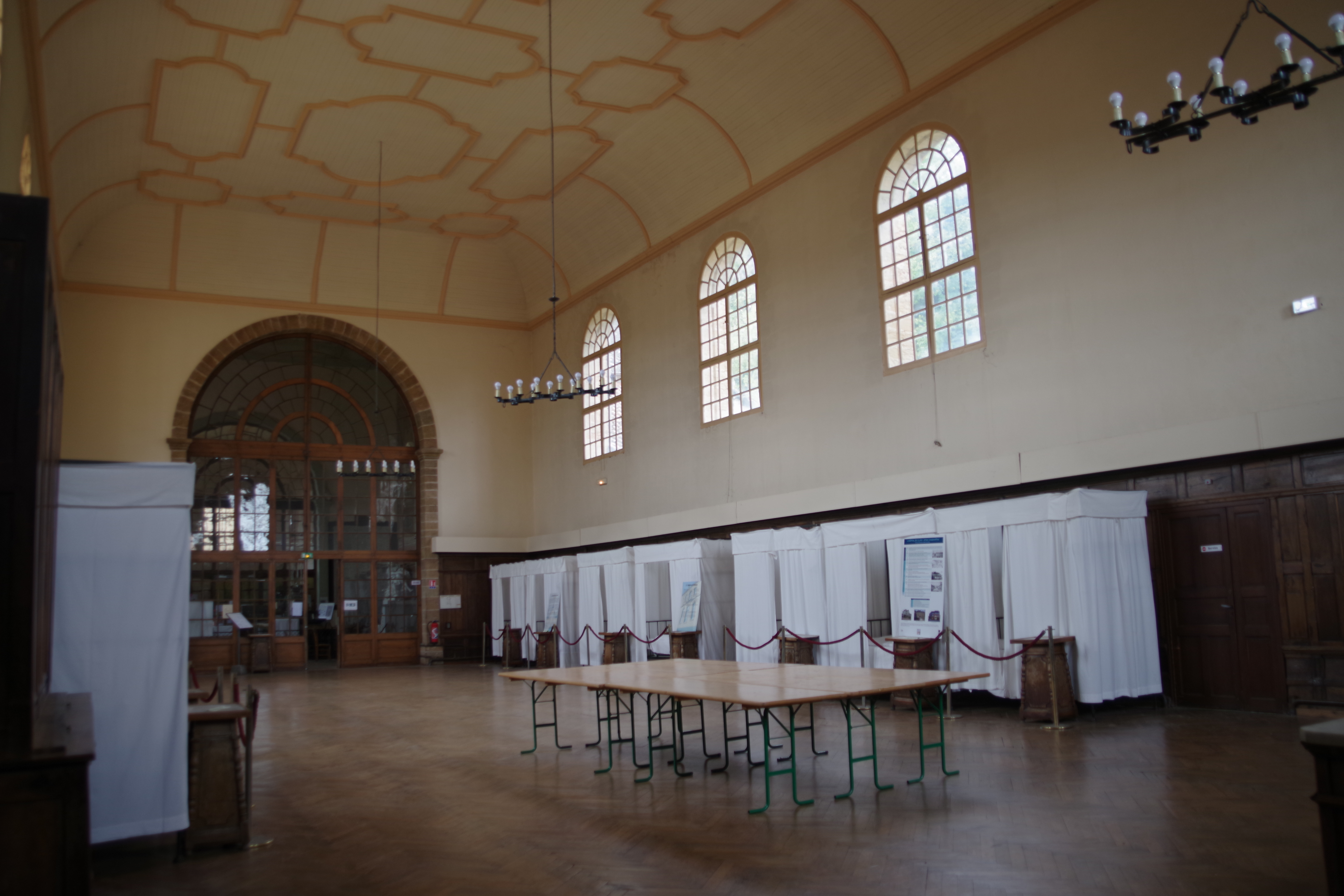
La salle des malades.

## Protection
L'hôtel-Dieu est partiellement inscrit MH et partiellement classé MH :
- arrêté du 13 juin 2001 : inscrit MH (l'hôpital en totalité, y compris la cour d'honneur et la grille, le pigeonnier) ;
- arrêté du 3 mai 2002 : classé MH (la chapelle et l'apothicairerie).

## Mobilier
La chapelle de l’hôtel-Dieu abrite deux tableaux de François Buffet (1784-1863), peintre de genre et d’histoire né à Cormatin. Ces toiles peintes dans la période du renouveau de la peinture religieuse qui s’opère dans la première moitié du XIXe siècle représentent, d'une part, sainte Marthe au chevet de son frère mourant, Lazare, et, d'autre part, sainte Bathilde en tenue de princesse, soignant un malade sur le parvis d’une église, entourée d’une foule de personnes. Ces deux représentations illustrent à merveille la vocation de l’hôtel-Dieu, lieu de soin des corps et des âmes.

## Visites
Les lieux se visitent :
- librement (chapelle et salle Saint-Lazare) ;
- dans le cadre de visites guidées donnant à voir, notamment, la salle des Administrateurs, la chapelle, la salle Saint-Lazare (destinée à l'accueil de 20 patients) et l'apothicairerie (boiseries de style Empire, collections de pots à pharmacie du XVIe   au   XXe siècle).